# Rings
Rings è un cortometraggio horror del 2005. Gli eventi del cortometraggio fanno da ponte fra The Ring e The Ring 2.
È stato inizialmente pubblicato in un disco extra assieme all'edizione statunitense Collector's Edition di The Ring (e in HD nell'edizione Blu-ray). In Italia oltre ad essere stato inserito nella versione italiana della Collector's Edition (pubblicata però tutta in un disco singolo), è presente come contenuto speciale nel DVD di The Ring 2.

## Trama
Diverso tempo dopo gli eventi di The Ring, la maledizione di Samara Morgan si è ampiamente diffusa, e tutte le vittime, cercano qualcuno a cui "passare" la maledizione. Sono nati anche dei gruppi di persone che volontariamente si sottopongono alla visione della videocassetta, per vedere fino a che punto possono arrivare. Quando poi sono troppo vicini al settimo giorno o troppo spaventati, "passano" la videocassetta alla successiva persona designata. Questi gruppi si fanno chiamare "rings".
L'ultimo membro di uno di questi rings è Jake; egli è stupefatto delle visioni che ha nei giorni successivi alla visione della videocassetta. Ma presto le visioni per Jake si fanno troppo spaventose e al sesto giorno decide di passare la maledizione a Timmy, suo successore designato, che però si rifiuta perché è curioso, assieme agli altri del gruppo, di vedere cosa capita il settimo giorno. Jake è disperato e tenta di trasmettere la videocassetta in un negozio di televisori, ma viene bloccato. Alla fine gli viene in mente Emily, una ragazza della sua classe che ha una cotta per lui. Il settimo giorno, poco prima della scadenza Jake invita Emily a casa sua.
Da qui in poi hanno inizio gli eventi di The Ring 2.